# Israël au Concours Eurovision de la chanson 2019
Israël est l'un des quarante et un pays participants du Concours Eurovision de la chanson 2019. Il en est également le pays hôte et organisateur, cette édition se déroulant à Tel-Aviv à la suite de la victoire de Netta Barzilai lors de l'édition 2018.  Le pays est représenté par Kobi Marimi, sélectionné via le télé-crochet HaKokhav HaBa L'Eurovizion 2019, et sa chanson Home, sélectionnée en interne. Le pays termine finalement 23e en ne recevant que 35 points.

## HaKokhav HaBa L'Eurovizion
Le diffuseur israélien KAN a confirmé sa participation le 11 avril 2018, confirmant par la même occasion la reconduction du format HaKokhav HaBa l'Eurovizion, version locale de Rising Star, pour sélectionner l'artiste qui représentera le pays. Le programme est présenté par Assi Azar et Rotem Sela.
Les juges de l'émission sont : Asaf Amdursky, Keren Peles, Shiri Maimon (représentante d'Israël au Concours Eurovision de la chanson 2005), Harel Skaat (représentant d'Israël au Concours Eurovision de la chanson 2010) et le duo Static & Ben-El Tavori.
L'émission se tient du 24 novembre 2018 au 12 février 2019 et est diffusée sur Aroutz 2 et Keshet 12.

### Vote
Lors de chaque émission, le public peut voter pour chaque artiste, qui obtient alors un score exprimé sous la forme d'un pourcentage. Chacun des cinq juges peut également voter : un vote positif d'un juge compte pour 8 % — sauf indication contraire —, un vote négatif n'a pas d'impact sur le score.

### Émissions

#### Auditions
Les auditions sont diffusées entre du 24 novembre 2018 au 1er janvier 2019. 105 candidats y participent. Pour se qualifier, un score de 70 % doit être atteint, ce que 59 artistes ont réussi. Les présentateurs, Assi Azar et Rotem Sela, peuvent également repêcher les candidats qui n'ont pas atteint le score de qualification, pouvoir qu'ils ont utilisé à 9 reprises.
Le 2 janvier 2019, Elkana Marziano, originellement qualifié, a annoncé son retrait de la compétition.
| Ordre                          | Artiste                       | Chanson                       | Vote des juges                | Vote des juges                | Vote des juges                | Vote des juges                | Vote des juges                | Votes des présentateurs       | Score                         | Résultat                      |
| Ordre                          | Artiste                       | Chanson                       | Amdursky                      | Peles                         | Skaat                         | Maimon                        | Static & Tavori               | Votes des présentateurs       | Score                         | Résultat                      |
| Audition 1 (24 novembre 2018)  | Audition 1 (24 novembre 2018) | Audition 1 (24 novembre 2018) | Audition 1 (24 novembre 2018) | Audition 1 (24 novembre 2018) | Audition 1 (24 novembre 2018) | Audition 1 (24 novembre 2018) | Audition 1 (24 novembre 2018) | Audition 1 (24 novembre 2018) | Audition 1 (24 novembre 2018) | Audition 1 (24 novembre 2018) |
| ------------------------------ | ----------------------------- | ----------------------------- | ----------------------------- | ----------------------------- | ----------------------------- | ----------------------------- | ----------------------------- | ----------------------------- | ----------------------------- | ----------------------------- |
| 1                              | Danielle Mazuz                | Happy                         | Oui                           | Oui                           | Oui                           | Oui                           | Oui                           | —                             | 90%                           | Qualification                 |
| 2                              | Ofri Calfon                   | Le'esof                       | Oui                           | Oui                           | Oui                           | Oui                           | Oui                           | —                             | 93%                           | Qualification                 |
| 3                              | Yevgeny Morozov               | Shnei meshuga'im              | Non                           | Non                           | Non                           | Oui                           | Oui                           | —                             | 53%                           | Élimination                   |
| 4                              | Shachar Adawi                 | Wikipedia                     | Oui                           | Oui                           | Oui                           | Oui                           | Oui                           | —                             | 89%                           | Qualification                 |
| 5                              | Hila Leder                    | Ex's & Oh's                   | Non                           | Non                           | Non                           | Non                           | Non                           | —                             | 30%                           | Élimination                   |
| 6                              | Nadav Philips                 | I Have Nothing                | Oui                           | Oui                           | Non                           | Oui                           | Oui                           | —                             | 82%                           | Qualification                 |
| 7                              | Daniel Barzilai               | Osher ledaka                  | Oui                           | Oui                           | Oui                           | Oui                           | Oui                           | —                             | 88%                           | Qualification                 |
| 8                              | Shalva Band                   | Here Comes the Sun            | Oui                           | Oui                           | Oui                           | Oui                           | Oui                           | —                             | 91%                           | Qualification                 |
| Audition 2 (27 novembre 2018)  |                               |                               |                               |                               |                               |                               |                               |                               |                               |                               |
| 1                              | Avraham de Carvalho           | Issues                        | Oui                           | Oui                           | Oui                           | Oui                           | Oui                           | —                             | 89%                           | Qualification                 |
| 2                              | Lior Chen                     | She'eriot me'atzmi            | Oui                           | Oui                           | Oui                           | Oui                           | Oui                           | —                             | 89%                           | Qualification                 |
| 3                              | Shir Azulai                   | Aba                           | Non                           | Non                           | Oui                           | Oui                           | Oui                           | —                             | 67%                           | Élimination                   |
| 4                              | Tai                           | River                         | Oui                           | Oui                           | Oui                           | Oui                           | Oui                           | —                             | 92%                           | Qualification                 |
| 5                              | Alex Kay                      | Rolling in the Deep           | Non                           | Oui                           | Oui                           | Non                           | Non                           | —                             | 43%                           | Élimination                   |
| 6                              | Shefita                       | You Oughta Know               | Non                           | Oui                           | Oui                           | Oui                           | Oui                           | Save                          | 58%                           | Repêché                       |
| 7                              | Maya Bouskilla                | Listen                        | Oui                           | Oui                           | Oui                           | Oui                           | Oui                           | —                             | 82%                           | Qualification                 |
| Audition 3 (1er décembre 2018) |                               |                               |                               |                               |                               |                               |                               |                               |                               |                               |
| 1                              | Osher Biton                   | Tel Aviv balaila              | Oui                           | Oui                           | —                             | Oui                           | Oui                           | —                             | 85%                           | Qualification                 |
| 2                              | Liat Eliyahu                  | She'tisaref ha'ahava          | Oui                           | Oui                           | Oui                           | Oui                           | Oui                           | —                             | 88%                           | Qualification                 |
| 3                              | Ruby Bedalov                  | Don't Stop Me Now             | Non                           | Non                           | Non                           | Oui                           | Non                           | —                             | 54%                           | Élimination                   |
| 4                              | Shachaf                       | Born This Way                 | Oui                           | Oui                           | Oui                           | Non                           | Oui                           | —                             | 76%                           | Qualification                 |
| 5                              | Klara Sabag                   | Mangina                       | Oui                           | Oui                           | Oui                           | Non                           | Oui                           | —                             | 81%                           | Qualification                 |
| 6                              | Judith Hasin                  | River                         | Non                           | Oui                           | Oui                           | Oui                           | Oui                           | —                             | 80%                           | Qualification                 |
| 7                              | Elad Tavori                   | Ve'at                         | Oui                           | Non                           | n'a pas voté                  | Non                           | n'a pas voté                  | —                             | 44%                           | Élimination                   |
| Audition 4 (3 décembre 2018)   |                               |                               |                               |                               |                               |                               |                               |                               |                               |                               |
| 1                              | Gal Binyamin                  | Hakol over                    | Non                           | Oui                           | Non                           | Oui                           | Oui                           | —                             | 70%                           | Qualification                 |
| 2                              | Barry Brown                   | You Raise Me Up               | Non                           | Oui                           | Oui                           | Oui                           | Oui                           | —                             | 78%                           | Qualification                 |
| Audition 5 (4 décembre 2018)   |                               |                               |                               |                               |                               |                               |                               |                               |                               |                               |
| 1                              | Naor Cohen                    | Shemishehu yaatzor oti        | Oui                           | Oui                           | Oui                           | Oui                           | Oui                           | —                             | 85%                           | Qualification                 |
| 2                              | Naama Gali Cohen              | New Rules                     | Non                           | Oui                           | Oui                           | Oui                           | Oui                           | —                             | 75%                           | Qualification                 |
| 3                              | Shay Ben Aroya                | Ima im haiti                  | Non                           | Oui                           | n'a pas voté                  | n'a pas voté                  | Non                           | —                             | 46%                           | Élimination                   |
| 4                              | Romi Azar                     | Creep                         | Non                           | Oui                           | Oui                           | Non                           | Non                           | Save                          | 55%                           | Repêché                       |
| 5                              | Limor Oved                    | Ve'im preda                   | Oui                           | Oui                           | —                             | Oui                           | Oui                           | —                             | 91%                           | Qualification                 |
| 6                              | Enosh Tzuberi                 | Silsulim                      | Non                           | Oui                           | Non                           | Non                           | Non                           | —                             | 30%                           | Élimination                   |
| 7                              | Julia Grinitz                 | Creep                         | Non                           | Oui                           | Non                           | Oui                           | Non                           | Save                          | 59%                           | Repêché                       |
| Audition 6 (8 décembre 2018)   |                               |                               |                               |                               |                               |                               |                               |                               |                               |                               |
| 1                              | Asaf Maslati                  | Ma ata rotze mimeni           | Non                           | Oui                           | Oui                           | Oui                           | Oui                           | —                             | 71%                           | Qualification                 |
| 2                              | Eti Bitton                    | Rak le'ima                    | Oui                           | Oui                           | Oui                           | Oui                           | Oui                           | —                             | 83%                           | Qualification                 |
| 3                              | Asia & Alexandra              | Lost on You                   | Non                           | Non                           | Non                           | Non                           | Oui                           | —                             | 55%                           | Élimination                   |
| 4                              | Roy Sandler                   | Yeladim ka'ale                | Oui                           | Oui                           | Oui                           | Oui                           | Oui                           | —                             | 82%                           | Qualification                 |
| 5                              | Aviv Matka                    | Me and You                    | Non                           | Non                           | Non                           | Non                           | Non                           | —                             | 35%                           | Élimination                   |
| 6                              | Sarah Moshaioff               | Ein li af echad               | Oui                           | Oui                           | Oui                           | Oui                           | Oui                           | —                             | 90%                           | Qualification                 |
| 7                              | Ohad Levi                     | Tachzeri                      | Non                           | Non                           | Non                           | Oui                           | Oui                           | —                             | 49%                           | Élimination                   |
| 8                              | Kobi Marimi                   | Sweet Dreams                  | Oui                           | Oui                           | Oui                           | Oui                           | Oui                           | —                             | 92%                           | Qualification                 |
| Audition 7 (11 décembre 2018)  |                               |                               |                               |                               |                               |                               |                               |                               |                               |                               |
| 1                              | Ido Dankner                   | One Dance / No                | Non                           | Oui                           | Non                           | Oui                           | Oui                           | —                             | 70%                           | Qualification                 |
| 2                              | Amit Sade                     | Addicted to You               | Non                           | Oui                           | Oui                           | Oui                           | Oui                           | —                             | 81%                           | Qualification                 |
| 3                              | Tomer Raz                     | Gvulot hegayon                | Oui                           | Oui                           | Oui                           | Oui                           | Non                           | —                             | 71%                           | Qualification                 |
| 4                              | Maor Kdoshim                  | Im ha'ita ro'eh               | Non                           | Oui                           | Oui                           | Non                           | Non                           | —                             | 54%                           | Élimination                   |
| 5                              | Gilad Tenzer                  | Ein yoter tov mize            | Non                           | Oui                           | Oui                           | Oui                           | Oui                           | —                             | 75%                           | Qualification                 |
| 6                              | Meshi & Mor Portal            | Ach sheli                     | Non                           | Non                           | n'a pas voté                  | Oui                           | Non                           | —                             | 39%                           | Élimination                   |
| 7                              | Elkana Marziano               | Holech li meyuash             | Oui                           | Oui                           | Oui                           | Oui                           | Oui                           | —                             | 77%                           | Retrait                       |
| 8                              | Avivit Doron                  | Mi yada she'kach yihye        | Non                           | Non                           | —                             | Non                           | Non                           | —                             | 43%                           | Élimination                   |
| Audition 8 (13 décembre 2018)  |                               |                               |                               |                               |                               |                               |                               |                               |                               |                               |
| 1                              | Niv Yanko                     | Ha'ahava hazot shelanu        | Oui                           | Oui                           | Oui                           | Oui                           | Oui                           | —                             | 91%                           | Qualification                 |
| 2                              | Gavriel Cohen                 | Ve'im preda                   | Non                           | Oui                           | —                             | Non                           | Non                           | —                             | 29%                           | Élimination                   |
| 3                              | Eden Vered Mery               | Seven Nation Army             | Oui                           | Oui                           | Non                           | Oui                           | Oui                           | —                             | 78%                           | Qualification                 |
| 4                              | Eliya Gabai                   | Ahava ka'zo                   | Oui                           | Oui                           | Oui                           | Oui                           | Oui                           | —                             | 93%                           | Qualification                 |
| Audition 9 (15 décembre 2018)  |                               |                               |                               |                               |                               |                               |                               |                               |                               |                               |
| 1                              | Nave Madmon                   | Stitches                      | Oui                           | Oui                           | Oui                           | Oui                           | Oui                           | —                             | 88%                           | Qualification                 |
| 2                              | Yarden Yishai                 | Albi ma'ak                    | Non                           | Oui                           | Non                           | Non                           | Non                           | —                             | 56%                           | Élimination                   |
| 3                              | Ayala Eligoola                | All I Ask                     | Non                           | Oui                           | Oui                           | Oui                           | Oui                           | —                             | 83%                           | Qualification                 |
| 4                              | Emanuel Shmuel                | Shelach beahava               | Non                           | Non                           | Non                           | Non                           | Non                           | —                             | 22%                           | Élimination                   |
| 5                              | Wanna Wanna                   | Haverot shelach               | Non                           | Oui                           | Oui                           | Oui                           | Oui                           | —                             | 70%                           | Qualification                 |
| 6                              | Tal Versano                   | Malach sheli                  | Non                           | Oui                           | Non                           | Non                           | Oui                           | Save                          | 54%                           | Repêché                       |
| 7                              | Meni Gross                    | Bamechonit                    | Oui                           | Oui                           | Non                           | Non                           | Oui                           | —                             | 66%                           | Élimination                   |
| 8                              | Ketreyah                      | Mirrors                       | Oui                           | Oui                           | Oui                           | Oui                           | Oui                           | —                             | 95%                           | Qualification                 |
| Audition 10 (19 décembre 2018) |                               |                               |                               |                               |                               |                               |                               |                               |                               |                               |
| 1                              | Alik Manshirov                | Ein po makom                  | Oui                           | Non                           | Oui                           | Oui                           | Oui                           | —                             | 76%                           | Qualification                 |
| 2                              | Frida Uziel                   | Vidui                         | Non                           | Oui                           | Non                           | Oui                           | Oui                           | Save                          | 60%                           | Repêché                       |
| Audition 11 (22 décembre 2018) |                               |                               |                               |                               |                               |                               |                               |                               |                               |                               |
| 1                              | Zohar Shechtman               | Shir shel yom chulin          | Non                           | Oui                           | Oui                           | Non                           | Non                           | Save                          | 55%                           | Repêché                       |
| 2                              | Ilai Chapman                  | Eich she'at yafa              | Oui                           | Oui                           | Oui                           | Oui                           | Non                           | —                             | 80%                           | Qualification                 |
| 3                              | Osher Saba                    | Ima im haiti                  | Non                           | Non                           | Non                           | n'a pas voté                  | Non                           | —                             | 34%                           | Élimination                   |
| 4                              | Noe Sassover                  | Dangerous Woman               | Oui                           | Oui                           | —                             | Oui                           | Oui                           | —                             | 86%                           | Qualification                 |
| 5                              | Shon Bello                    | Zman tov lishmoah             | Non                           | —                             | Non                           | Non                           | Oui                           | —                             | 40%                           | Élimination                   |
| 6                              | Yagel Yadai                   | Ein li otcha                  | Non                           | Oui                           | Oui                           | Oui                           | Oui                           | —                             | 77%                           | Qualification                 |
| 7                              | Elsie Doll                    | Friends                       | Non                           | Non                           | Non                           | Oui                           | Non                           | —                             | 36%                           | Élimination                   |
| 8                              | Nitay Twito                   | Rise Up                       | Oui                           | Oui                           | Oui                           | Oui                           | Oui                           | —                             | 92%                           | Qualification                 |
| Audition 12 (25 décembre 2018) |                               |                               |                               |                               |                               |                               |                               |                               |                               |                               |
| 1                              | Nethanel & Yarden Barzilai    | Tsevaim                       | Non                           | Oui                           | —                             | Oui                           | Oui                           | —                             | 70%                           | Qualification                 |
| 2                              | Maayan Brinza                 | Leilotai                      | Non                           | Non                           | Oui                           | n'a pas voté                  | Non                           | —                             | 46%                           | Élimination                   |
| 3                              | Shira Givony                  | If I Were a Boy               | Non                           | Oui                           | Non                           | Oui                           | Oui                           | —                             | 72%                           | Qualification                 |
| 4                              | Or Ben Atar                   | Achrei hakol mitgagea         | Oui                           | Oui                           | Oui                           | Oui                           | Oui                           | —                             | 94%                           | Qualification                 |
| 5                              | Meital Locke                  | Haderech el hakfar            | Non                           | —                             | Oui                           | Oui                           | Non                           | —                             | 66%                           | Élimination                   |
| 6                              | Avi Ashur                     | Eten lach                     | Oui                           | —                             | Non                           | Oui                           | Oui                           | —                             | 79%                           | Qualification                 |
| 7                              | Sofia Makovkina               | Highway to Hell               | Non                           | Oui                           | Non                           | Non                           | Non                           | —                             | 39%                           | Élimination                   |
| 8                              | Ihab Atila                    | Eten lach shanim              | Oui                           | Oui                           | —                             | Oui                           | Oui                           | —                             | 85%                           | Qualification                 |
| Audition 13 (29 décembre 2018) |                               |                               |                               |                               |                               |                               |                               |                               |                               |                               |
| 1                              | Rotem Chen                    | Osher ledaka                  | Oui                           | Oui                           | Non                           | Oui                           | Oui                           | —                             | 80%                           | Qualification                 |
| 2                              | Tchelet Perlmutter            | Soon We'll Be Found           | Oui                           | Oui                           | Oui                           | Oui                           | Oui                           | —                             | 86%                           | Qualification                 |
| 3                              | Dana Hertz                    | Rise Up                       | Oui                           | Oui                           | Non                           | Non                           | Oui                           | —                             | 57%                           | Élimination                   |
| 4                              | Noa Klein                     | Over the Rainbow              | Oui                           | —                             | Oui                           | Oui                           | Oui                           | —                             | 88%                           | Qualification                 |
| 5                              | Los Caparos                   | Nachon lehayom                | Non                           | Oui                           | Oui                           | Oui                           | Oui                           | —                             | 70%                           | Qualification                 |
| 6                              | Daniela Lamash                | Make You Feel My Love         | Non                           | Oui                           | Non                           | Non                           | Non                           | —                             | 44%                           | Élimination                   |
| 7                              | Ofek Adanek                   | She'at zaza                   | n'a pas voté                  | Non                           | Oui                           | n'a pas voté                  | Oui                           | Save                          | 50%                           | Repêché                       |
| Audition 14 (30 décembre 2018) |                               |                               |                               |                               |                               |                               |                               |                               |                               |                               |
| 1                              | Tali Rabinovich               | Dangerous Woman               | Oui                           | Oui                           | —                             | Oui                           | Oui                           | —                             | 81%                           | Qualification                 |
| 2                              | Itai Goren                    | Hey at                        | Non                           | Non                           | Non                           | Non                           | Non                           | —                             | 24%                           | Élimination                   |
| 3                              | Yuval Shauli                  | Warrior                       | Non                           | Non                           | Oui                           | Oui                           | Non                           | Save                          | 59%                           | Repêché                       |
| 4                              | Immanuel Spiker               | Part of Your World            | Non                           | Non                           | Oui                           | Non                           | Oui                           | —                             | 59%                           | Élimination                   |
| 5                              | Dili                          | Hasholef meBagdad             | Non                           | Non                           | Non                           | Non                           | Non                           | —                             | 25%                           | Élimination                   |
| 6                              | Bar Cohen                     | Kshe'halachta                 | Oui                           | Oui                           | Oui                           | Oui                           | Non                           | —                             | 81%                           | Qualification                 |
| Audition 15 (31 December 2018) |                               |                               |                               |                               |                               |                               |                               |                               |                               |                               |
| 1                              | Avigal Reef Cohen             | Migdalor                      | Non                           | Oui                           | Non                           | Oui                           | Oui                           | —                             | 73%                           | Qualification                 |
| 2                              | Ben Ganon                     | Zer kisufim                   | Non                           | Oui                           | Non                           | Non                           | Non                           | —                             | 50%                           | Élimination                   |
| 3                              | Ariella Siman Tov             | Lo ohev oti yoter             | Oui                           | Oui                           | —                             | Oui                           | Non                           | —                             | 82%                           | Qualification                 |
| 4                              | Roy Pinhasov                  | Al taslicheni l'et zikna      | Non                           | Oui                           | Oui                           | Oui                           | Oui                           | —                             | 68%                           | Élimination                   |
| 5                              | Yakir Rada                    | Alfei sipurim                 | n'a pas voté                  | Non                           | n'a pas voté                  | n'a pas voté                  | n'a pas voté                  | —                             | 29%                           | Élimination                   |
| 6                              | Osher Davidian                | Nizacht iti hakol             | Oui                           | Oui                           | Oui                           | Oui                           | Oui                           | —                             | 88%                           | Qualification                 |
| Audition 16 (1er janvier 2019) |                               |                               |                               |                               |                               |                               |                               |                               |                               |                               |
| 1                              | Marie Ben Haim                | Yesh bi od koach              | Oui                           | Non                           | Non                           | Non                           | Oui                           | Save                          | 67%                           | Repêché                       |
| 2                              | Mazal Kav                     | Latch                         | Oui                           | Oui                           | Non                           | Oui                           | Oui                           | —                             | 73%                           | Qualification                 |
| 3                              | Michal Shavo                  | Your Love (Keeps Me Alive)    | Non                           | Non                           | Non                           | Non                           | Non                           | —                             | 18%                           | Élimination                   |
| 4                              | Elisete Ritter                | Mas que Nada                  | Non                           | Non                           | Non                           | Non                           | Non                           | —                             | 22%                           | Élimination                   |
| 5                              | Gadi Sulimanov                | Nagia rachok                  | Non                           | Oui                           | —                             | n'a pas voté                  | Oui                           | —                             | 63%                           | Élimination                   |
| 6                              | Natalie Wamba Berry           | Crazy                         | Oui                           | —                             | Oui                           | Oui                           | Oui                           | —                             | 83%                           | Qualification                 |
| 7                              | Amir & Shahar Exol            | Katonti                       | Oui                           | —                             | Non                           | Oui                           | Non                           | —                             | 66%                           | Élimination                   |
| 8                              | Ana Eliya Ben David           | Nigun haneshamot              | Non                           | Oui                           | —                             | Oui                           | Non                           | —                             | 45%                           | Élimination                   |
| 9                              | Zohar Garala                  | Lomedet lalechet              | Oui                           | Non                           | Non                           | Oui                           | Oui                           | —                             | 78%                           | Qualification                 |

#### Éliminatoires
Du 7 au 10 janvier 2019 ont eu lieu plusieurs éliminatoires. Contrairement aux auditions, le public n'a pas le droit de vote et seuls les juges le peuvent. Leur vote positif vaut alors 20 %. 
Dans un premier temps, chaque artiste chante. Ceux ayant reçu au moins 60 % sont ensuite qualifiés pour une seconde phase, lors de laquelle les juges décident entre eux des artistes qui continueront l'émission. 20 artistes se qualifient pour la prochaine phase de l'émission.
| Ordre                            | Artiste                         | Chanson                         | Vote des juges                  | Vote des juges                  | Vote des juges                  | Vote des juges                  | Vote des juges                  | Score                           | Résultat                        |
| Ordre                            | Artiste                         | Chanson                         | Amdursky                        | Peles                           | Skaat                           | Maimon                          | Static & Tavori                 | Score                           | Résultat                        |
| Éliminatoire 1 (7 janvier 2019)  | Éliminatoire 1 (7 janvier 2019) | Éliminatoire 1 (7 janvier 2019) | Éliminatoire 1 (7 janvier 2019) | Éliminatoire 1 (7 janvier 2019) | Éliminatoire 1 (7 janvier 2019) | Éliminatoire 1 (7 janvier 2019) | Éliminatoire 1 (7 janvier 2019) | Éliminatoire 1 (7 janvier 2019) | Éliminatoire 1 (7 janvier 2019) |
| -------------------------------- | ------------------------------- | ------------------------------- | ------------------------------- | ------------------------------- | ------------------------------- | ------------------------------- | ------------------------------- | ------------------------------- | ------------------------------- |
| 1                                | Lior Chen                       | Sipur machur                    | Oui                             | Oui                             | n'a pas voté                    | Oui                             | Oui                             | 80%                             | Qualification                   |
| 2                                | Maya Bouskilla                  | Wrecking Ball                   | Oui                             | Oui                             | Oui                             | Oui                             | Oui                             | 100%                            | Qualification                   |
| 3                                | Shefita                         | Karma Police                    | Non                             | Oui                             | Oui                             | Oui                             | Oui                             | 80%                             | Qualification                   |
| 4                                | Tal Versano                     | Osher ledaka                    | Non                             | Non                             | Non                             | Non                             | Oui                             | 20%                             | Élimination                     |
| 5                                | Tai                             | High Hopes                      | Non                             | Oui                             | Oui                             | Oui                             | Oui                             | 80%                             | Qualification                   |
| 6                                | Nadav Philips                   | Paparazzi                       | Oui                             | Oui                             | Non                             | Non                             | Oui                             | 60%                             | Élimination                     |
| 7                                | Ariella Siman Tov               | Chelek mimcha                   | Non                             | Oui                             | Non                             | Non                             | Non                             | 20%                             | Élimination                     |
| 8                                | Ayala Eligoola                  | Shallow                         | Non                             | Oui                             | Oui                             | Oui                             | Oui                             | 80%                             | Élimination                     |
| 9                                | Osher Biton                     | Yam shel dmaot                  | Oui                             | Oui                             | Non                             | Oui                             | Oui                             | 80%                             | Qualification                   |
| Éliminatoire 2 (8 janvier 2019)  |                                 |                                 |                                 |                                 |                                 |                                 |                                 |                                 |                                 |
| 1                                | Klara Sabag                     | Who You Are                     | Non                             | Oui                             | Oui                             | Oui                             | Oui                             | 80%                             | Qualification                   |
| 2                                | Daniel Barzilai                 | I'm Not the Only One            | Oui                             | Oui                             | Oui                             | Oui                             | Oui                             | 100%                            | Qualification                   |
| 3                                | Frida Uziel                     | Wicked Game                     | Non                             | Oui                             | Non                             | n'a pas voté                    | Non                             | 20%                             | Élimination                     |
| 4                                | Naor Cohen                      | Etz yarok miplastik             | Non                             | Oui                             | Oui                             | Oui                             | Oui                             | 80%                             | Qualification                   |
| 5                                | Naama Gali Cohen                | Crazy in Love                   | Non                             | Oui                             | Oui                             | Oui                             | Non                             | 60%                             | Qualification                   |
| 6                                | Ido Dankner                     | ...Baby One More Time           | Non                             | Oui                             | Non                             | Oui                             | Oui                             | 60%                             | Élimination                     |
| 7                                | Romi Azar                       | Help!                           | Non                             | Non                             | Non                             | Oui                             | Non                             | 20%                             | Élimination                     |
| 8                                | Shalva Band                     | Eich efshar shelo               | Oui                             | Oui                             | Oui                             | Oui                             | Oui                             | 100%                            | Qualification                   |
| Éliminatoire 3 (9 janvier 2019)  |                                 |                                 |                                 |                                 |                                 |                                 |                                 |                                 |                                 |
| 1                                | Gal Binyamin                    | Absurd                          | Non                             | Oui                             | Non                             | Oui                             | Oui                             | 60%                             | Élimination                     |
| 2                                | Shachaf                         | Fallin'                         | Non                             | Oui                             | Oui                             | Oui                             | Oui                             | 80%                             | Qualification                   |
| 3                                | Nethanel & Yarden Barzilai      | Hasheket Shenish'ar             | Non                             | Non                             | Non                             | n'a pas voté                    | Oui                             | 20%                             | Élimination                     |
| 4                                | Liat Eliyahu                    | Ve'im tavo'i elay / Haim sheli  | Non                             | Oui                             | Oui                             | Oui                             | Oui                             | 80%                             | Qualification                   |
| 5                                | Kobi Marimi                     | Jar of Hearts                   | Non                             | Oui                             | Oui                             | Oui                             | Oui                             | 80%                             | Qualification                   |
| 6                                | Julia Grinitz                   | Freedom                         | Oui                             | Oui                             | Oui                             | Oui                             | Non                             | 80%                             | Élimination                     |
| 7                                | Ofri Calfon                     | Kol hamilim                     | Oui                             | Oui                             | Oui                             | Oui                             | Oui                             | 100%                            | Qualification                   |
| 8                                | Asaf Maslati                    | Ahava                           | Non                             | Non                             | Oui                             | Non                             | Oui                             | 40%                             | Élimination                     |
| 9                                | Wanna Wanna                     | Only Girl (In the World)        | Oui                             | Oui                             | Oui                             | Oui                             | Oui                             | 100%                            | Qualification                   |
| Éliminatoire 4 (10 janvier 2019) |                                 |                                 |                                 |                                 |                                 |                                 |                                 |                                 |                                 |
| 1                                | Danielle Mazuz                  | Ata chayav lamut alay           | Non                             | Oui                             | Oui                             | Oui                             | Oui                             | 80%                             | Qualification                   |
| 2                                | Avraham de Carvalho             | Who You Are                     | Oui                             | Non                             | Oui                             | Oui                             | Oui                             | 80%                             | Qualification                   |
| 3                                | Amit Sade                       | This Love                       | n'a pas voté                    | Non                             | Non                             | Oui                             | Non                             | 20%                             | Élimination                     |
| 4                                | Tchelet Perlmutter              | Gara mul hamayim                | Oui                             | Oui                             | Oui                             | Non                             | Non                             | 60%                             | Élimination                     |
| 5                                | Ketreyah                        | Price Tag                       | Non                             | Oui                             | Oui                             | Non                             | Oui                             | 60%                             | Qualification                   |
| 6                                | Judith Hasin                    | Lif'amim                        | Non                             | Oui                             | Non                             | Non                             | Non                             | 20%                             | Élimination                     |
| 7                                | Nitay Twito                     | All of Me                       | Oui                             | Oui                             | Oui                             | Oui                             | Oui                             | 100%                            | Qualification                   |
| 8                                | Ofek Adanek                     | Stigma shel hagil               | Non                             | Non                             | Oui                             | Non                             | Oui                             | 40%                             | Élimination                     |
| 9                                | Nave Madmon                     | Pillowtalk                      | Oui                             | Oui                             | Oui                             | Oui                             | Oui                             | 100%                            | Qualification                   |

| Alik Manshirov    | Limor Oved          | Roy Sandler     |
| Avi Ashur         | Los Caparos         | Sarah Moshaioff |
| Avigal Reef Cohen | Marie Ben Haim      | Shachar Adawi   |
| Bar Cohen         | Mazal Kav           | Shira Givony    |
| Barry Brown       | Natalie Wamba Berry | Tali Rabinovich |
| Eden Vered Mery   | Niv Yanko           | Tomer Raz       |
| Eliya Gabai       | Noa Klein           | Yagel Yadai     |
| Eti Bitton        | Noe Sassover        | Yuval Shauli    |
| Gilad Tenzer      | Or Ben Atar         | Zohar Garala    |
| Ihab Atila        | Osher Davidian      | Zohar Shechtman |
| Ilai Chapman      | Rotem Chen          |                 |

#### Round du Top 20
Le round du Top 20 au eu lieu du 13 au 15 janvier 2019. Les vingt artistes encore en compétition sont répartis en dix duels. De chaque duel, l'artiste ayant reçu le meilleur score se qualifie pour la prochaine étape de la compétition. Au terme des dix duels, les juges ont repêché deux artistes parmi les perdants. Un total de douze artistes sont donc qualifiés pour la suite.
Static et Ben-El Tavori n'ont pas assisté à cette phase et ont été remplacés par Italy Levi.
| Duel                                | Ordre                               | Artiste                             | Chanson                             | Vote des juges                      | Vote des juges                      | Vote des juges                      | Vote des juges                      | Vote des juges                      | Score                               | Résultat                            |
| Duel                                | Ordre                               | Artiste                             | Chanson                             | Amdursky                            | Peles                               | Levi                                | Maimon                              | Skaat                               | Score                               | Résultat                            |
| Round du Top 20 1 (13 janvier 2019) | Round du Top 20 1 (13 janvier 2019) | Round du Top 20 1 (13 janvier 2019) | Round du Top 20 1 (13 janvier 2019) | Round du Top 20 1 (13 janvier 2019) | Round du Top 20 1 (13 janvier 2019) | Round du Top 20 1 (13 janvier 2019) | Round du Top 20 1 (13 janvier 2019) | Round du Top 20 1 (13 janvier 2019) | Round du Top 20 1 (13 janvier 2019) | Round du Top 20 1 (13 janvier 2019) |
| ----------------------------------- | ----------------------------------- | ----------------------------------- | ----------------------------------- | ----------------------------------- | ----------------------------------- | ----------------------------------- | ----------------------------------- | ----------------------------------- | ----------------------------------- | ----------------------------------- |
| I                                   | 1                                   | Wanna Wanna                         | I Trusted U                         | Non                                 | Oui                                 | Oui                                 | Oui                                 | Oui                                 | 68%                                 | Élimination                         |
| I                                   | 2                                   | Maya Bouskilla                      | If I Were a Boy                     | Non                                 | Oui                                 | Oui                                 | Oui                                 | Oui                                 | 81%                                 | Qualification                       |
| II                                  | 3                                   | Shachaf                             | Déjà vu                             | Non                                 | Oui                                 | Oui                                 | Oui                                 | Oui                                 | 60%                                 | Élimination                         |
| II                                  | 4                                   | Klara Sabag                         | Rolling in the Deep                 | Non                                 | Oui                                 | Oui                                 | Oui                                 | Non                                 | 76%                                 | Qualification                       |
| III                                 | 5                                   | Lior Chen                           | Russian Roulette                    | Non                                 | Oui                                 | Oui                                 | Non                                 | Oui                                 | 64%                                 | Élimination                         |
| III                                 | 6                                   | Osher Biton                         | Estader levad                       | Oui                                 | Oui                                 | Oui                                 | Oui                                 | Oui                                 | 87%                                 | Qualification                       |
| Round du Top 20 2 (14 janvier 2019) |                                     |                                     |                                     |                                     |                                     |                                     |                                     |                                     |                                     |                                     |
| I                                   | 1                                   | Naama Gali Cohen                    | Rockabye                            | Oui                                 | Oui                                 | Non                                 | Oui                                 | Non                                 | 64%                                 | Élimination                         |
| I                                   | 2                                   | Daniel Barzilai                     | Ish shel laila                      | Non                                 | Oui                                 | Oui                                 | Oui                                 | Oui                                 | 80%                                 | Qualification                       |
| II                                  | 3                                   | Shefita                             | Can't Stop the Feeling!             | Non                                 | Oui                                 | Non                                 | Oui                                 | Non                                 | 41%                                 | Repêché                             |
| II                                  | 4                                   | Tai                                 | Radioactive                         | Oui                                 | Oui                                 | Oui                                 | Oui                                 | Oui                                 | 89%                                 | Qualification                       |
| III                                 | 5                                   | Kobi Marimi                         | Mad World                           | Non                                 | Oui                                 | Oui                                 | Oui                                 | Non                                 | 57%                                 | Qualification                       |
| III                                 | 6                                   | Liat Eliyahu                        | Stone Cold                          | Oui                                 | Non                                 | Non                                 | Non                                 | Non                                 | 51%                                 | Élimination                         |
| Round du Top 20 3 (15 janvier 2019) |                                     |                                     |                                     |                                     |                                     |                                     |                                     |                                     |                                     |                                     |
| I                                   | 1                                   | Avraham de Carvalho                 | Viva la Vida                        | Oui                                 | Non                                 | Non                                 | Oui                                 | Oui                                 | 67%                                 | Repêché                             |
| I                                   | 2                                   | Ketreyah                            | Just the Way You Are                | Non                                 | Oui                                 | Oui                                 | Oui                                 | Oui                                 | 83%                                 | Qualification                       |
| II                                  | 3                                   | Nitay Twito                         | Sorry                               | Non                                 | Non                                 | Oui                                 | Oui                                 | Oui                                 | 68%                                 | Élimination                         |
| II                                  | 4                                   | Ofri Calfon                         | Tocho ratzuf ahava                  | Oui                                 | Oui                                 | Oui                                 | Oui                                 | Oui                                 | 90%                                 | Qualification                       |
| III                                 | 5                                   | Nave Madmon                         | Never Forget You                    | Non                                 | Non                                 | Oui                                 | Non                                 | Oui                                 | 53%                                 | Élimination                         |
| III                                 | 6                                   | Danielle Mazuz                      | Earth Song                          | Non                                 | Oui                                 | Non                                 | Non                                 | Non                                 | 54%                                 | Qualification                       |
| IV                                  | 7                                   | Shalva Band                         | The Sound of Silence                | Oui                                 | Oui                                 | Oui                                 | Oui                                 | Oui                                 | 95%                                 | Qualification                       |
| IV                                  | 8                                   | Naor Cohen                          | Shtaim balaila                      | Non                                 | Non                                 | Oui                                 | Oui                                 | Oui                                 | 66%                                 | Élimination                         |

#### Heats

##### Heat 1
Le premier heat a eu lieu le 19 janvier 2019. Les douze artistes restants sont répartis en cinq duels à thème : lors du premier duel, les artistes devaient montrer leur style musical ; le deuxième était un « duel de divas » ; lors du troisième duel, quatre artistes participaient en deux duos ; les artistes de quatrième duel devaient chanter à propos d'une histoire personnelle et le cinquième duel consistait en chansons de l'Eurovision.
À la fin des duels, les juges ont repêché cinq des artistes éliminés et un seul a été éliminé.
| Duel | Ordre | Artiste                   | Chanson               | Vote des juges | Vote des juges | Vote des juges | Vote des juges | Vote des juges  | Score | Résultat            |
| Duel | Ordre | Artiste                   | Chanson               | Amdursky       | Peles          | Skaat          | Maimon         | Static & Tavori | Score | Résultat            |
| ---- | ----- | ------------------------- | --------------------- | -------------- | -------------- | -------------- | -------------- | --------------- | ----- | ------------------- |
| I    | 1     | Ketreyah                  | Wings                 | Oui            | Oui            | Oui            | Oui            | Oui             | 85%   | Qualification       |
| I    | 2     | Danielle Mazuz            | No Diggity            | Non            | Oui            | Non            | Oui            | Oui             | 69%   | Repêché             |
| II   | 3     | Shefita                   | Bootylicious          | Oui            | Oui            | Oui            | Oui            | Oui             | 83%   | Repêché             |
| II   | 4     | Avraham de Carvalho       | When We Were Young    | Oui            | Oui            | Oui            | Oui            | Oui             | 88%   | Qualification       |
| III  | 5     | Klara Sabag & Osher Biton | Tafasta li makom      | Oui            | Non            | Oui            | Oui            | Non             | 71%   | Élimination Repêché |
| III  | 6     | Ofri Calfon & Shalva Band | Chalomot shel acherim | Oui            | Oui            | Oui            | Oui            | Oui             | 94%   | Qualification       |
| IV   | 7     | Tai                       | Breathe Me            | Non            | Oui            | Non            | Oui            | Oui             | 72%   | Repêché             |
| IV   | 8     | Daniel Barzilai           | Hello                 | Non            | Oui            | Oui            | Oui            | Oui             | 79%   | Qualification       |
| V    | 9     | Kobi Marimi               | Fuego                 | Oui            | Oui            | Non            | Oui            | Oui             | 80%   | Repêché             |
| V    | 10    | Maya Bouskilla            | Rise Like a Phoenix   | Oui            | Oui            | Oui            | Oui            | Oui             | 85%   | Qualification       |

##### Heat 2
Le deuxième heat a eu lieu les 20 et 21 janvier 2019. Les onze artistes restants sont associés en duels. Lors de chaque duel, le vainqueur est directement qualifié pour l'étape suivante. Le perdant conserve son score et choisit son prochain adversaire et ce jusqu'à ce qu'il remporte un duel. Au terme du heat, seul un artiste est éliminé.
| Ordre                             | Artiste                           | Chanson                           | Vote des juges                    | Vote des juges                    | Vote des juges                    | Vote des juges                    | Vote des juges                    | Score                             | Résultat                          |
| Ordre                             | Artiste                           | Chanson                           | Amdursky                          | Peles                             | Skaat                             | Maimon                            | Static & Tavori                   | Score                             | Résultat                          |
| Première partie (20 janvier 2019) | Première partie (20 janvier 2019) | Première partie (20 janvier 2019) | Première partie (20 janvier 2019) | Première partie (20 janvier 2019) | Première partie (20 janvier 2019) | Première partie (20 janvier 2019) | Première partie (20 janvier 2019) | Première partie (20 janvier 2019) | Première partie (20 janvier 2019) |
| --------------------------------- | --------------------------------- | --------------------------------- | --------------------------------- | --------------------------------- | --------------------------------- | --------------------------------- | --------------------------------- | --------------------------------- | --------------------------------- |
| 1                                 | Daniel Barzilai                   | Grenade                           | Oui                               | Oui                               | Oui                               | Oui                               | Non                               | 73%                               | Qualification                     |
| 2                                 | Maya Bouskilla                    | Warrior                           | Oui                               | Oui                               | Oui                               | Oui                               | Non                               | 63%                               | Qualification                     |
| 3                                 | Shefita                           | Broken                            | Oui                               | Oui                               | Oui                               | Oui                               | Non                               | 69%                               | Qualification                     |
| 4                                 | Danielle Mazuz                    | Toxic                             | Non                               | Oui                               | Non                               | Non                               | Oui                               | 59%                               | Qualification                     |
| 5                                 | Avraham de Carvalho               | Back to Black                     | Oui                               | Oui                               | Oui                               | Oui                               | Oui                               | 88%                               | Qualification                     |
| 6                                 | Osher Biton                       | Harbe mimech nishar               | Non                               | Non                               | Oui                               | Oui                               | Non                               | 47%                               | Élimination                       |
| 7                                 | Shalva Band                       | Hallelujah                        | Oui                               | Oui                               | n'a pas voté                      | Oui                               | Non                               | 76%                               | Qualification                     |
| 8                                 | Ofri Calfon                       | Ahava ka'zo                       | Oui                               | Oui                               | Non                               | Non                               | Non                               | 55%                               | Qualification                     |
| Seconde partie (21 janvier 2019)  |                                   |                                   |                                   |                                   |                                   |                                   |                                   |                                   |                                   |
| 9                                 | Kobi Marimi                       | Circle of Life                    | Non                               | Oui                               | n'a pas voté                      | Oui                               | Oui                               | 70%                               | Qualification                     |
| 10                                | Tai                               | Love on the Brain                 | Non                               | Non                               | Oui                               | Oui                               | Oui                               | 64%                               | Qualification                     |
| 11                                | Ketreyah                          | Kshalev boche                     | Oui                               | Oui                               | Oui                               | Oui                               | Oui                               | 86%                               | Qualification                     |

| Duels de la première partie | Duels de la première partie | Duels de la première partie | Duels de la première partie | Duels de la première partie |
| Duel                        | Artiste                     | Score                       | Artiste                     | Score                       |
| --------------------------- | --------------------------- | --------------------------- | --------------------------- | --------------------------- |
| I                           | Daniel Barzilai             | 73%                         | Maya Bouskilla              | 63%                         |
| II                          | Maya Bouskilla              | 63%                         | Shefita                     | 69%                         |
| III                         | Maya Bouskilla              | 63%                         | Danielle Mazuz              | 59%                         |
| IV                          | Danielle Mazuz              | 59%                         | Avraham de Carvalho         | 88%                         |
| V                           | Danielle Mazuz              | 59%                         | Osher Biton                 | 47%                         |
| VI                          | Osher Biton                 | 47%                         | Shalva Band                 | 76%                         |
| VII                         | Osher Biton                 | 47%                         | Ofri Calfon                 | 55%                         |
| Duels de la seconde partie  |                             |                             |                             |                             |
| VIII                        | Osher Biton                 | 47%                         | Kobi Marimi                 | 70%                         |
| IX                          | Osher Biton                 | 47%                         | Tai                         | 64%                         |
| X                           | Osher Biton                 | 47%                         | Ketreyah                    | 86%                         |

##### Heat 3
Le troisième heat a eu lieu le 26 janvier 2019. Les dix participants restants sont répartis en quatre duels à thème. Lors du premier duel, quatre artistes participaient en deux duos ; lors du deuxième duel, les artistes devaient chanter à propos d'une histoire personnelle ; lors du troisième duel, seul le public pouvait voter et lors du quatrième duel, les artistes chantaient en duo avec le juge Harel Skaat.
Lors du quatrième duel, Harel Skaat a été remplacé par Gali Atari, vainqueur du Concours Eurovision de la chanson 1979 dans le jury.
| Duel | Ordre | Artiste                           | Chanson               | Vote des juges | Vote des juges | Vote des juges | Vote des juges | Vote des juges  | Score | Résultat      |
| Duel | Ordre | Artiste                           | Chanson               | Amdursky       | Peles          | Skaat          | Maimon         | Static & Tavori | Score | Résultat      |
| ---- | ----- | --------------------------------- | --------------------- | -------------- | -------------- | -------------- | -------------- | --------------- | ----- | ------------- |
| I    | 1     | Maya Bouskilla & Ketreyah         | Bang Bang             | Oui            | Oui            | Oui            | Oui            | Oui             | 94%   | Qualification |
| I    | 2     | Ofri Calfon & Daniel Barzilai     | Lifnei she'yigamer    | Oui            | Oui            | Oui            | Oui            | Oui             | 92%   | Repêché       |
| II   | 3     | Danielle Mazuz                    | Make You Feel My Love | Non            | Oui            | Non            | n'a pas voté   | Non             | 58%   | Élimination   |
| II   | 4     | Kobi Marimi                       | This Is Me            | Non            | Oui            | Oui            | Oui            | Oui             | 81%   | Qualification |
| III  | 5     | Shefita                           | Material Girl         | —              | —              | —              | —              | —               | 37%   | Repêché       |
| III  | 6     | Tai                               | Womanizer             | —              | —              | —              | —              | —               | 76%   | Qualification |
| IV   | 7     | Shalva Band & Harel Skaat         | Bechayai              | Non            | Oui            | Oui            | Oui            | Oui             | 83%   | Qualification |
| IV   | 8     | Avraham de Carvalho & Harel Skaat | Shallow               | Oui            | Oui            | Oui            | Oui            | Non             | 75%   | Repêché       |

##### Heat 4
Le quatrième heat a eu lieu les 27 et 28 janvier 2019. Les neuf artistes restants ont tous interprété une chanson et l'artiste ayant reçu le score le plus faible est éliminé de la compétition.
| Ordre                             | Artiste                           | Chanson                           | Vote des juges                    | Vote des juges                    | Vote des juges                    | Vote des juges                    | Vote des juges                    | Score                             | Résultat                          |
| Ordre                             | Artiste                           | Chanson                           | Amdursky                          | Peles                             | Skaat                             | Maimon                            | Static & Tavori                   | Score                             | Résultat                          |
| Première partie (27 janvier 2019) | Première partie (27 janvier 2019) | Première partie (27 janvier 2019) | Première partie (27 janvier 2019) | Première partie (27 janvier 2019) | Première partie (27 janvier 2019) | Première partie (27 janvier 2019) | Première partie (27 janvier 2019) | Première partie (27 janvier 2019) | Première partie (27 janvier 2019) |
| --------------------------------- | --------------------------------- | --------------------------------- | --------------------------------- | --------------------------------- | --------------------------------- | --------------------------------- | --------------------------------- | --------------------------------- | --------------------------------- |
| 1                                 | Kobi Marimi                       | Diamonds                          | Oui                               | Oui                               | Oui                               | Non                               | Non                               | 48%                               | Élimination                       |
| 2                                 | Ketreyah                          | Stay                              | Oui                               | Oui                               | Oui                               | Oui                               | Oui                               | 95%                               | Qualification                     |
| 3                                 | Ofri Calfon                       | Runnin' (Lose It All)             | Oui                               | Oui                               | Non                               | Non                               | Oui                               | 71%                               | Qualification                     |
| 4                                 | Shefita                           | Black Hole Sun                    | Oui                               | Oui                               | Oui                               | Oui                               | Non                               | 54%                               | Qualification                     |
| 5                                 | Tai                               | Never Tear Us Apart               | Non                               | Oui                               | Non                               | Oui                               | Oui                               | 69%                               | Qualification                     |
| 6                                 | Daniel Barzilai                   | Eifo hayit                        | Non                               | Non                               | Oui                               | Oui                               | Non                               | 59%                               | Qualification                     |
| 7                                 | Maya Bouskilla                    | I Will Always Love You            | Oui                               | Oui                               | Oui                               | Non                               | Oui                               | 77%                               | Qualification                     |
| Seconde partie (28 janvier 2019)  |                                   |                                   |                                   |                                   |                                   |                                   |                                   |                                   |                                   |
| 8                                 | Shalva Band                       | Ani ro'a bach mashehu tov         | Oui                               | Oui                               | Oui                               | Oui                               | Oui                               | 91%                               | Qualification                     |
| 9                                 | Avraham de Carvalho               | Let It Go                         | Non                               | Non                               | Oui                               | n'a pas voté                      | Oui                               | 56%                               | Qualification                     |

#### Demi-finales

##### Première demi-finale
La première demi-finale a eu lieu le 2 février 2019 et était divisée en deux tours. D'abord, quatre des huit artistes encore en lice sont répartis en deux duels. De chaque duel, l'artiste ayant le meilleur score se qualifie pour le second tour. Un des deux perdants est repêché par les juges pour participer lors de la troisième demi-finale et le dernier candidat est éliminé.
Les deux vainqueurs prennent ensuite part à un nouveau duel. Au terme de celui-ci, chaque juge attribue 12 points à son favori et 10 points à son deuxième. Le public attribue, pour sa part, 40 points répartis proportionnellement à son vote.
Le candidat ayant reçu le plus grand nombre de points est directement qualifié pour la finale tandis que le perdant est qualifié pour la troisième demi-finale.
Le 5 février 2019, Shalva Band, initialement qualifié pour la finale, annonce son retrait de la compétition.
| Duel | Ordre | Artiste         | Chanson                         | Vote des juges | Vote des juges | Vote des juges | Vote des juges | Vote des juges  | Score | Résultat                |
| Duel | Ordre | Artiste         | Chanson                         | Amdursky       | Peles          | Skaat          | Maimon         | Static & Tavori | Score | Résultat                |
| ---- | ----- | --------------- | ------------------------------- | -------------- | -------------- | -------------- | -------------- | --------------- | ----- | ----------------------- |
| I    | 1     | Ketreyah        | There's Nothing Holdin' Me Back | Oui            | Oui            | Oui            | Oui            | Oui             | 88%   | Deuxième tour           |
| I    | 2     | Tai             | Genius                          | Non            | Non            | Non            | Non            | Non             | 42%   | Élimination             |
| II   | 3     | Daniel Barzilai | Kshe'acher                      | Non            | Oui            | Non            | Non            | Non             | 30%   | Repêché (demi-finale 3) |
| II   | 4     | Shalva Band     | True Colors                     | Oui            | Oui            | Non            | Oui            | Oui             | 84%   | Deuxième tour           |

| Ordre | Artiste     | Chanson             | Jury | Public | Total | Résultat      |
| ----- | ----------- | ------------------- | ---- | ------ | ----- | ------------- |
| 5     | Shalva Band | Pizmon LaYakinton   | 66   | 21     | 87    | Retrait       |
| 6     | Ketreyah    | Hasheket shenish'ar | 66   | 19     | 85    | Demi-finale 3 |

| Détail du vote des juges | Détail du vote des juges | Détail du vote des juges | Détail du vote des juges | Détail du vote des juges | Détail du vote des juges | Détail du vote des juges | Détail du vote des juges |
| Artiste                  | Amdursky                 | Peles                    | Skaat                    | Maimon                   | Static                   | Tavori                   | Total                    |
| ------------------------ | ------------------------ | ------------------------ | ------------------------ | ------------------------ | ------------------------ | ------------------------ | ------------------------ |
| Shalva Band              | 10                       | 10                       | 10                       | 12                       | 12                       | 12                       | 66                       |
| Ketreyah                 | 12                       | 12                       | 12                       | 10                       | 10                       | 10                       | 66                       |

##### Deuxième demi-finale
La deuxième demi-finale a eu lieu le 3 février 2019 et était divisée en deux tours. D'abord, les quatre autres des huit artistes encore en lice sont répartis en deux duels. De chaque duel, l'artiste ayant le meilleur score se qualifie pour le second tour. Un des deux perdants est repêché par les juges pour participer lors de la troisième demi-finale et le dernier candidat est éliminé.
Les deux vainqueurs prennent ensuite part à un nouveau duel. Au terme de celui-ci, chaque juge attribue 12 points à son favori et 10 points à son deuxième. Le public attribue, pour sa part, 40 points répartis proportionnellement à son vote.
Le candidat ayant reçu le plus grand nombre de points est directement qualifié pour la finale tandis que le perdant est qualifié pour la troisième demi-finale.
| Duel | Ordre | Artiste             | Chanson                        | Vote des juges | Vote des juges | Vote des juges | Vote des juges | Vote des juges  | Score | Résultat                |
| Duel | Ordre | Artiste             | Chanson                        | Amdursky       | Peles          | Skaat          | Maimon         | Static & Tavori | Score | Résultat                |
| ---- | ----- | ------------------- | ------------------------------ | -------------- | -------------- | -------------- | -------------- | --------------- | ----- | ----------------------- |
| I    | 1     | Maya Bouskilla      | Love on Top / We Will Rock You | Oui            | Oui            | Oui            | Oui            | Oui             | 85%   | Deuxième tour           |
| I    | 2     | Shefita             | Imagine                        | Oui            | Oui            | Oui            | Oui            | Oui             | 72%   | Repêché (demi-finale 3) |
| II   | 3     | Avraham de Carvalho | Writing's on the Wall          | Oui            | Oui            | Oui            | Oui            | Oui             | 82%   | Deuxième tour           |
| II   | 4     | Ofri Calfon         | Ya mama                        | Oui            | Non            | Oui            | Non            | Non             | 55%   | Élimination             |

| Ordre | Artiste             | Chanson          | Jury | Public | Total | Résultat      |
| ----- | ------------------- | ---------------- | ---- | ------ | ----- | ------------- |
| 5     | Avraham de Carvalho | Halo             | 62   | 19     | 81    | Demi-finale 3 |
| 6     | Maya Bouskilla      | A Million Voices | 70   | 21     | 91    | Finaliste     |

| Détail du vote des juges | Détail du vote des juges | Détail du vote des juges | Détail du vote des juges | Détail du vote des juges | Détail du vote des juges | Détail du vote des juges | Détail du vote des juges |
| Artiste                  | Amdursky                 | Peles                    | Skaat                    | Maimon                   | Static                   | Tavori                   | Total                    |
| ------------------------ | ------------------------ | ------------------------ | ------------------------ | ------------------------ | ------------------------ | ------------------------ | ------------------------ |
| Avraham de Carvalho      | 12                       | 10                       | 10                       | 10                       | 10                       | 10                       | 62                       |
| Maya Bouskilla           | 10                       | 12                       | 12                       | 12                       | 12                       | 12                       | 70                       |

##### Troisième demi-finale
La troisième demi-finale a lieu le 4 février 2019. Les quatre artistes n'ayant pas été automatiquement qualifié en finale interprètent une chanson. L'artiste ayant reçu le score le plus élevé est qualifié pour la finale. Les trois autres se qualifient pour la quatrième demi-finale.
| Ordre | Artiste             | Chanson      | Vote des juges | Vote des juges | Vote des juges | Vote des juges | Vote des juges  | Score | Résultat      |
| Ordre | Artiste             | Chanson      | Amdursky       | Peles          | Skaat          | Maimon         | Static & Tavori | Score | Résultat      |
| ----- | ------------------- | ------------ | -------------- | -------------- | -------------- | -------------- | --------------- | ----- | ------------- |
| 1     | Daniel Barzilai     | Use Somebody | Non            | Oui            | Non            | Non            | Non             | 50%   | Demi-finale 4 |
| 2     | Ketreyah            | Rise Up      | Oui            | Oui            | Oui            | Oui            | Oui             | 91%   | Finaliste     |
| 3     | Shefita             | Lioness      | Oui            | Oui            | Oui            | Oui            | Non             | 65%   | Demi-finale 4 |
| 4     | Avraham de Carvalho | Perfect      | Oui            | Oui            | Oui            | Oui            | Oui             | 89%   | Demi-finale 4 |

##### Choix de lawildcardet quatrième demi-finale

###### Choix de lawildcard
Le choix de la wildcard a eu lieu le 7 février 2019. Deux artistes précédemment de la compétition se sont affrontés lors d'un duel. Au terme de celui-ci, chaque juge attribue 12 point à son favori et 10 point à son deuxième. Le public attribue, pour sa part, 40 points répartis proportionnellement à son vote.
Le vainqueur du duel fait son retour dans la compétition et participe à la quatrième demi-finale. Le perdant est définitivement éliminé.
| Ordre | Artiste     | Chanson                   | Jury | Public | Total | Résultat    |
| ----- | ----------- | ------------------------- | ---- | ------ | ----- | ----------- |
| 1     | Osher Biton | Pri ganech                | 66   | 19     | 85    | Élimination |
| 2     | Kobi Marimi | Knockin' on Heaven's Door | 66   | 21     | 87    | Wildcard    |

| Détail du vote des juges | Détail du vote des juges | Détail du vote des juges | Détail du vote des juges | Détail du vote des juges | Détail du vote des juges | Détail du vote des juges | Détail du vote des juges |
| Artiste                  | Amdursky                 | Peles                    | Skaat                    | Maimon                   | Static                   | Tavori                   | Total                    |
| ------------------------ | ------------------------ | ------------------------ | ------------------------ | ------------------------ | ------------------------ | ------------------------ | ------------------------ |
| Osher Biton              | 10                       | 10                       | 12                       | 10                       | 12                       | 12                       | 66                       |
| Kobi Marimi              | 12                       | 12                       | 10                       | 12                       | 10                       | 10                       | 66                       |

###### Quatrième demi-finale
La quatrième demi-finale a eu lieu le 9 février 2019 et était divisée en deux tours. D'abord, les quatre artistes n'ayant pas été qualifiés directement pour la finale sont répartis en deux duels. De chaque duel, l'artiste ayant le meilleur score se qualifie pour le second tour. Un des deux perdants est repêché par les juges pour participer lors du second tour et le dernier candidat est éliminé.
Les deux vainqueurs prennent ensuite part à un nouvel affrontement. Au terme de celui-ci, chaque juge attribue 12 points à son favori, 10 points à son deuxième et 8 points à son troisième. Le public attribue, pour sa part, 60 points répartis proportionnellement à son vote.
Les deux candidats ayant reçu le plus grand nombre de points sont qualifiés pour la finale tandis que le troisième est éliminé.
| Duel | Ordre | Artiste             | Chanson          | Vote des juges | Vote des juges | Vote des juges | Vote des juges | Vote des juges  | Score | Résultat                |
| Duel | Ordre | Artiste             | Chanson          | Amdursky       | Peles          | Skaat          | Maimon         | Static & Tavori | Score | Résultat                |
| ---- | ----- | ------------------- | ---------------- | -------------- | -------------- | -------------- | -------------- | --------------- | ----- | ----------------------- |
| I    | 1     | Shefita             | Crazy            | Oui            | Oui            | Oui            | Oui            | Oui             | 74%   | Repêché (deuxième tour) |
| I    | 2     | Avraham de Carvalho | Believe          | Oui            | Oui            | Oui            | Oui            | Oui             | 89%   | Deuxième tour           |
| II   | 3     | Daniel Barzilai     | Im ha'ita ro'eh  | Non            | Oui            | Oui            | Non            | Oui             | 58%   | Élimination             |
| II   | 4     | Kobi Marimi         | Russian Roulette | Non            | Oui            | Oui            | Oui            | Oui             | 78%   | Deuxième tour           |

| Ordre | Artiste             | Chanson      | Jury | Public | Total | Résultat    |
| ----- | ------------------- | ------------ | ---- | ------ | ----- | ----------- |
| 5     | Avraham de Carvalho | Stay with Me | 52   | 18     | 70    | Élimination |
| 6     | Shefita             | Feeling Good | 62   | 20     | 82    | Finaliste   |
| 7     | Kobi Marimi         | Hallelujah   | 66   | 22     | 88    | Finaliste   |

| Détail du vote des juges | Détail du vote des juges | Détail du vote des juges | Détail du vote des juges | Détail du vote des juges | Détail du vote des juges | Détail du vote des juges | Détail du vote des juges |
| Artiste                  | Amdursky                 | Peles                    | Skaat                    | Maimon                   | Static                   | Tavori                   | Total                    |
| ------------------------ | ------------------------ | ------------------------ | ------------------------ | ------------------------ | ------------------------ | ------------------------ | ------------------------ |
| Avraham de Carvalho      | 10                       | 8                        | 8                        | 8                        | 8                        | 10                       | 52                       |
| Shefita                  | 12                       | 10                       | 12                       | 10                       | 10                       | 8                        | 62                       |
| Kobi Marimi              | 8                        | 12                       | 10                       | 12                       | 12                       | 12                       | 66                       |

#### Finale
La finale a eu lieu le 12 février 2019 et était divisée en deux tours. D'abord, les quatre artistes encore en lice sont répartis en deux duels. De chaque duel, l'artiste ayant reçu le meilleur score est qualifié pour le second tour. Dans ce premier tour, le vote positif des juges ne compte que pour 3 % au lieu des 8 % initiaux. Un des deux candidats perdants est repêché par le public et l'autre est éliminé.
Les trois derniers artistes s'affrontent ensuite lors d'un dernier affrontement. Au terme de celui-ci, chaque juge attribue 12 points à son favori, 10 points à son deuxième et 8 points à son troisième. En plus du vote des juges habituels, trois groupes de trois nouveaux juges votent de la même manière. Ces groupes sont :
- Groupe 1 : Les juges de Kochav Nolad – Gal Uchovsky, Margalit Tzan'ani et Tzedi Tzarfati ;
- Groupe 2 : Présentateurs de KAN – Avia Malka, Dafna Lustig et Lucy Ayoub ;
- Groupe 3 : Compositeurs de chansons ayant représenté Israël à l'Eurovision – Kobi Oshrat, Stav Beger et Yoav Ginai.

Le public attribue, pour sa part, 270 points répartis proportionnellement à son vote. 
| Duel | Ordre | Artiste        | Chanson              | Vote des juges | Vote des juges | Vote des juges | Vote des juges | Vote des juges  | Score | Résultat                |
| Duel | Ordre | Artiste        | Chanson              | Amdursky       | Peles          | Skaat          | Maimon         | Static & Tavori | Score | Résultat                |
| ---- | ----- | -------------- | -------------------- | -------------- | -------------- | -------------- | -------------- | --------------- | ----- | ----------------------- |
| I    | 1     | Ketreyah       | Locked Out of Heaven | Non            | Oui            | Oui            | Oui            | Oui             | 68%   | Deuxième tour           |
| I    | 2     | Shefita        | My Way               | Oui            | Oui            | Oui            | Oui            | Oui             | 65%   | Repêché (deuxième tour) |
| II   | 3     | Maya Bouskilla | Euphoria             | Non            | Oui            | Oui            | Oui            | Non             | 54%   | 4e                      |
| II   | 4     | Kobi Marimi    | Always               | Non            | Oui            | Oui            | Oui            | Oui             | 79%   | Deuxième tour           |

| Ordre | Artiste     | Chanson    | Jury | Public | Total | Résultat |
| ----- | ----------- | ---------- | ---- | ------ | ----- | -------- |
| 5     | Shefita     | Broken     | 90   | 70     | 160   | 3        |
| 6     | Kobi Marimi | Let It Be  | 102  | 113    | 215   | 1        |
| 7     | Ketreyah    | Impossible | 78   | 87     | 165   | 2        |

| Détail du vote du jury | Détail du vote du jury | Détail du vote du jury | Détail du vote du jury | Détail du vote du jury | Détail du vote du jury | Détail du vote du jury | Détail du vote du jury | Détail du vote du jury | Détail du vote du jury | Détail du vote du jury |
| Artiste                | Amdursky               | Peles                  | Skaat                  | Maimon                 | Static                 | Tavori                 | Groupe 1               | Groupe 2               | Groupe 3               | Total                  |
| ---------------------- | ---------------------- | ---------------------- | ---------------------- | ---------------------- | ---------------------- | ---------------------- | ---------------------- | ---------------------- | ---------------------- | ---------------------- |
| Shefita                | 12                     | 10                     | 10                     | 10                     | 10                     | 12                     | 8                      | 8                      | 10                     | 90                     |
| Kobi Marimi            | 8                      | 12                     | 12                     | 12                     | 12                     | 10                     | 12                     | 12                     | 12                     | 102                    |
| Ketreyah               | 10                     | 8                      | 8                      | 8                      | 8                      | 8                      | 10                     | 10                     | 8                      | 78                     |

La finale se conclut sur la victoire de Kobi Marimi, qui est donc désigné comme représentant d'Israël à l'Eurovision 2019.

## Sélection de la chanson

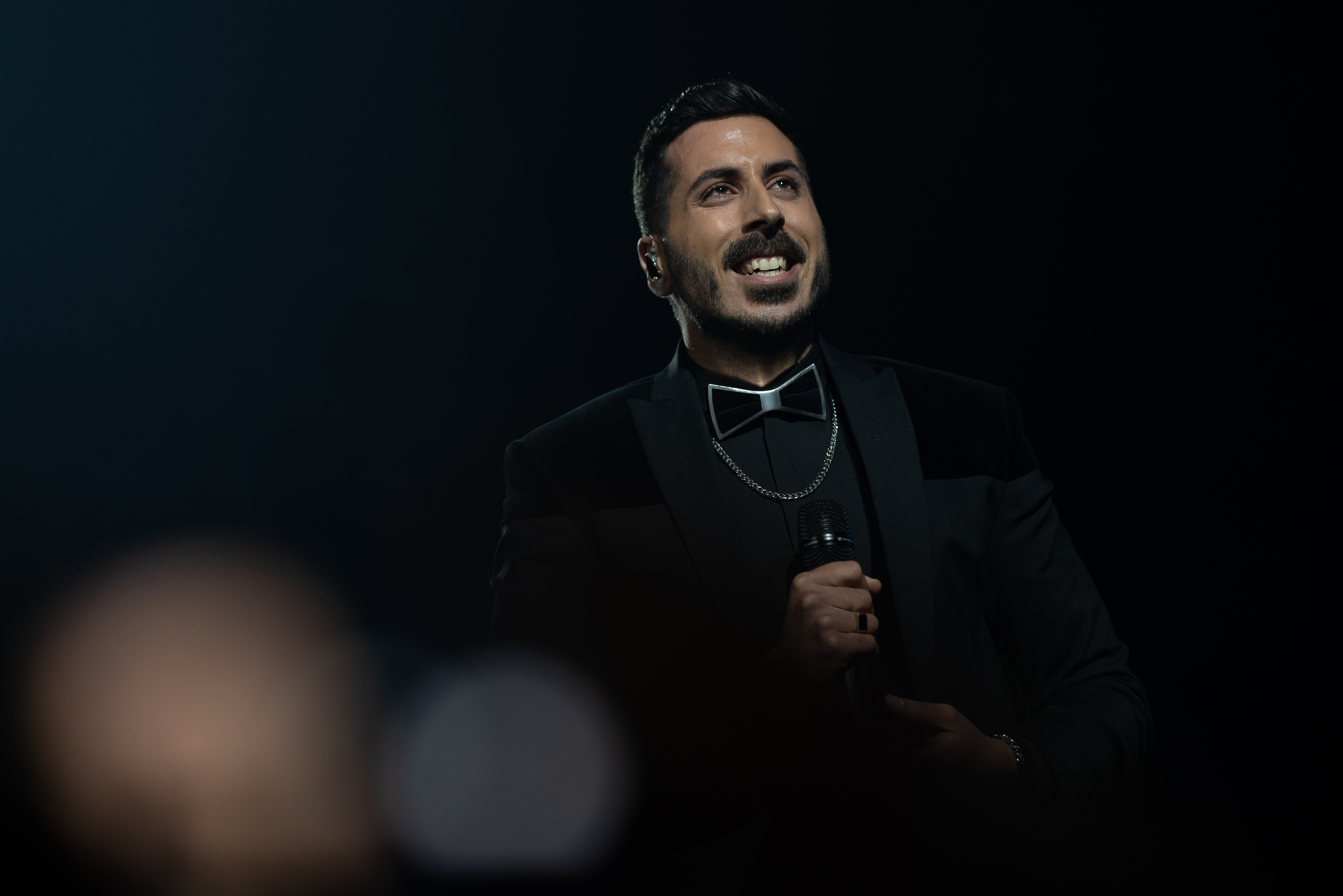
Kobi Marimi après avoir remporté l'Eurovision pour représenter Israël.

Parallèlement à HaKokhav HaBa L'Eurovizion, le diffuseur KAN a lancé, du 29 janvier 2019 au 17 février 2019, un appel public aux compositeurs et auteurs de chansons afin de sélectionner la chanson  représentera le pays. Au terme de cette période, le diffuseur avait reçu environ 200 chansons.
Le 20 février 2019, il est annoncé que la chanson que Kobi Marimi interprétera à Tel-Aviv s'intitule Home. Elle est présentée le 10 mars 2019

## À l'Eurovision
En tant que pays hôte, Israël est directement qualifié pour la finale du 18 mai 2019. Lors de celle-ci, le pays arrive dernier du classement des jurys, qui ne lui octroient aucun points. Le télévote le classe 19e avec 35 points. Le pays terminera finalement 23e.